# 心靈魔術
心靈魔術（英語：Mentalism），或心理魔術，是一类表演藝術，在這類表演中，心靈魔術師會表演出驚人的精神或直覺能力。
心靈魔術師的表演包括，使用心理的魔術手段，令人感到他具備通靈或超自然的能力，或表現出讀心術、精緻的直覺、潛意識溝通、高度的情感智能等。表現類型通常包括有催眠、心靈感應、千里眼、占卜、預知、意識控制、心靈控制、超強記憶力、意志力、推理能力、速算等等。
有時候，心靈魔術師會被認為是通靈表演者 。一些著名的魔術師，如Penn and Teller、James Randi，認為心靈魔術師和自稱是真正通靈者的人的分別在於，前者公開承認自己是一個熟練的表演專家，而有關心靈魔術其實是自然活動來的。後者則聲稱自己擁有超自然、超感官或通靈能力，並以不道德及不誠實的方式運作。